# Basilius III van Constantinopel

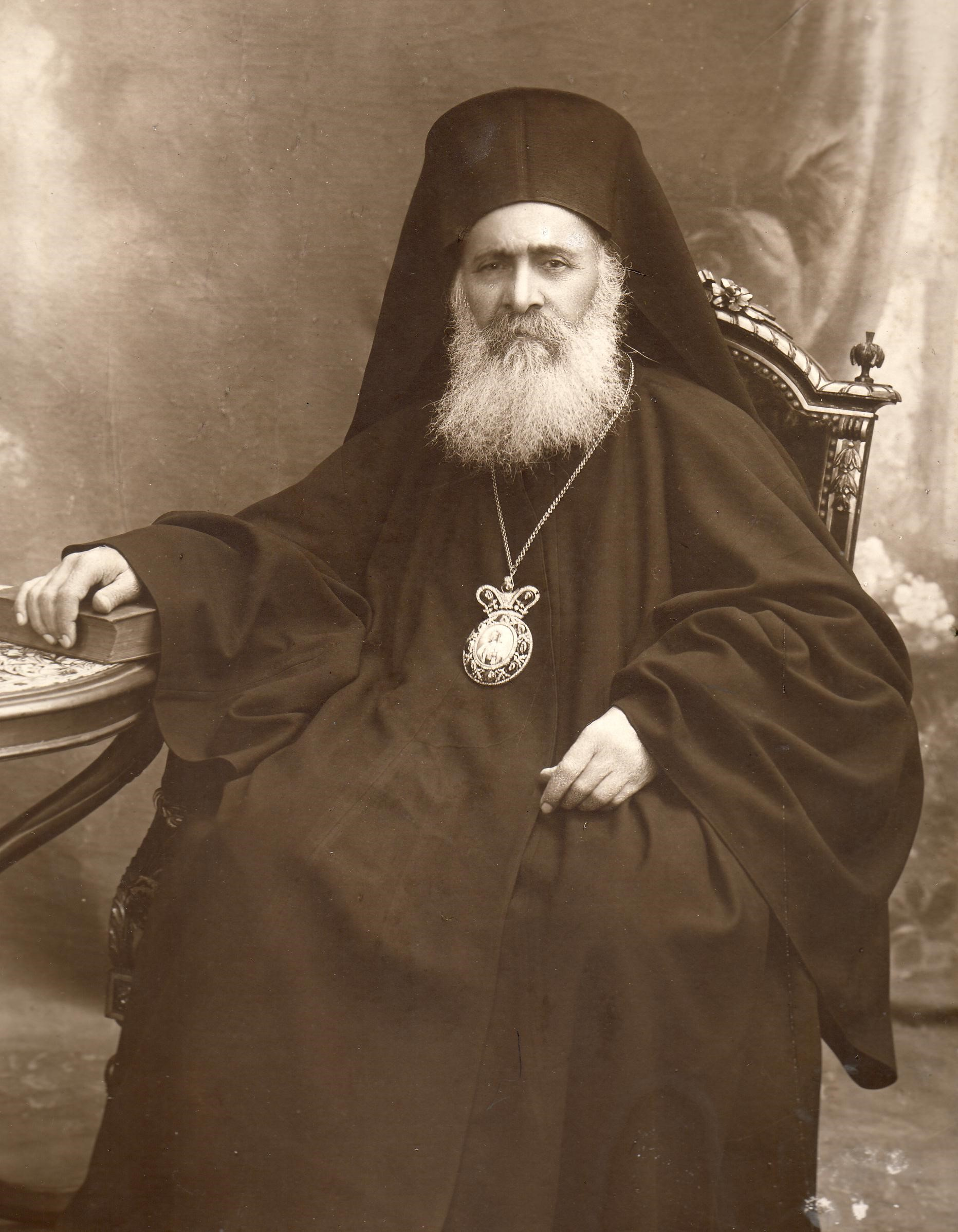
Basilius III van Constantinopel

Basilius III (Grieks: Βασίλειος Γ') (Scutari, 1846 - Constantinopel, 29 november 1929) was van 13 juli 1925 tot 29 september 1929 patriarch van Constantinopel.
Patriarch Basilius III werd in 1846 in het Constantinopolitaanse stadsdeel Scutari geboren als Vasilios Georgiadis (Grieks: Βασίλειος Γεωργιάδης). Voordat hij op 13 juli 1925 tot oecumenisch patriarch werd verkozen, was hij eerst onder meer metropoliet van Pelagonië en van Nicea.
Tijdens zijn patriarchaat werd het Verdrag van Lausanne getekend. Daardoor werd de meerderheid van de Griekssprekende bevolking in Turkije naar Griekenland uitgewezen. De Patriarch van Constantinopel en de rest van de hogere orthodoxe clerus in Turkije vormden een uitzondering op dat verdrag. In 1925 erkende Basilius III de Kerk van Roemenië als een afzonderlijk patriarchaat.
Patriarch Basilius III stierf op 29 september 1929.